# Copa Perú 2005
La Copa Perú 2005 fue la edición número 33 en la historia de la competición y se disputó entre los meses de febrero y diciembre. El torneo otorgó un cupo al torneo de Primera División y finalizó el 18 de diciembre tras disputarse el partido de vuelta de la final que consagró como campeón al José Gálvez. Con el título obtenido este club lograría el ascenso al Campeonato Descentralizado 2006.

## Etapa Regional
A esta fase clasificaron dos equipos de cada departamento del Perú desde la llamada "Etapa Departamental". A estos se unieron el campeón y subcampeón de la Segunda División Peruana 2005: Olímpico Somos Perú y el Deportivo Aviación.

### Región I
| Departamento | Club                       | Ciudad       |
| ------------ | -------------------------- | ------------ |
| Amazonas     | Higos Urco                 | Chachapoyas  |
| Amazonas     | Sport Sealcas              | Bagua Grande |
| Lambayeque   | Boca Junior                | Ferreñafe    |
| Lambayeque   | Juan Aurich                | Chiclayo     |
| Piura        | UDT Aviación               | Talara       |
| Piura        | Olimpia FC                 | La Unión     |
| Tumbes       | Sporting Pizarro           | Tumbes       |
| Tumbes       | Unión Deportiva Chulucanas | Aguas Verdes |

#### Grupo A
| Equipo           | PJ | PG | PE | PP | GF | GC | DG | Pts |
| ---------------- | -- | -- | -- | -- | -- | -- | -- | --- |
| Boca Junior      | 6  | 3  | 2  | 1  | 13 | 4  | +9 | 11  |
| Sporting Pizarro | 6  | 3  | 2  | 1  | 5  | 4  | +1 | 11  |
| UDT Aviación     | 6  | 1  | 2  | 3  | 5  | 7  | -2 | 5   |
| Sport Sealcas    | 6  | 1  | 2  | 3  | 4  | 12 | -8 | 5   |

Partido extra
|             | Resultado |                  |
| ----------- | --------- | ---------------- |
| Boca Junior | 2 - 1     | Sporting Pizarro |

#### Grupo B
| Equipo        | PJ | PG | PE | PP | GF | GC | DG  | Pts |
| ------------- | -- | -- | -- | -- | -- | -- | --- | --- |
| Olimpia FC    | 6  | 4  | 1  | 1  | 16 | 6  | +10 | 13  |
| Juan Aurich   | 6  | 3  | 1  | 2  | 13 | 8  | +5  | 10  |
| UD Chulucanas | 6  | 2  | 3  | 1  | 8  | 9  | -1  | 9   |
| Higos Urco    | 6  | 0  | 1  | 5  | 3  | 17 | -14 | 1   |

#### Final regional
|            | Resultado |             |
| ---------- | --------- | ----------- |
| Olimpia FC | 2 - 1     | Boca Junior |

### Región II
| Departamento | Club                             | Ciudad     |
| ------------ | -------------------------------- | ---------- |
| Áncash       | José Gálvez                      | Chimbote   |
| Áncash       | Los Caballeros de la Ley         | Huaraz     |
| Cajamarca    | Sporting Caxamarca               | Cajamarca  |
| Cajamarca    | Universidad Técnica de Cajamarca | Cajamarca  |
| La Libertad  | Independiente Ramón Castilla     | Virú       |
| La Libertad  | Alianza Huamachuco               | Huamachuco |
| San Martín   | Huallaga FBC                     | Saposoa    |
| San Martín   | Emilio San Martín                | Moyobamba  |

#### Grupo A
| Equipo             | PJ | PG | PE | PP | GF | GC | DG | Pts |
| ------------------ | -- | -- | -- | -- | -- | -- | -- | --- |
| José Gálvez        | 6  | 4  | 1  | 1  | 12 | 4  | +8 | 13  |
| Huallaga FBC       | 6  | 3  | 1  | 2  | 9  | 6  | +3 | 10  |
| Ramón Castilla     | 5  | 1  | 1  | 3  | 7  | 11 | -7 | 4   |
| Sporting Caxamarca | 5  | 1  | 1  | 3  | 5  | 12 | -7 | 3   |

#### Grupo B
| Equipo                   | PJ | PG | PE | PP | GF | GC | DG | Pts |
| ------------------------ | -- | -- | -- | -- | -- | -- | -- | --- |
| UTC                      | 6  | 5  | 1  | 0  | 10 | 1  | +9 | 16  |
| Los Caballeros de la Ley | 6  | 1  | 3  | 2  | 6  | 5  | +1 | 6   |
| Emilio San Martín        | 5  | 1  | 1  | 3  | 4  | 6  | -2 | 4   |
| Alianza Huamachuco       | 5  | 1  | 1  | 3  | 4  | 12 | -8 | 4   |

#### Final regional
|     | Resultado |             |
| --- | --------- | ----------- |
| UTC | 1 - 0     | José Gálvez |

### Región III
| Torneo           | Club                | Ciudad |
| ---------------- | ------------------- | ------ |
| Segunda División | Olímpico Somos Perú | Lima   |
| Segunda División | Deportivo Aviación  | Lima   |

### Región IV
| Departamento | Club                        | Ciudad   |
| ------------ | --------------------------- | -------- |
| Callao       | Atlético Chalaco            | Callao   |
| Callao       | Juventud La Perla           | La Perla |
| Lima         | Residencial Huaral          | Huaral   |
| Lima         | Atlético Minero             | Matucana |
| Loreto       | Deportivo UNAP              | Iquitos  |
| Loreto       | Colegio Nacional de Iquitos | Iquitos  |
| Ucayali      | UNU                         | Pucallpa |
| Ucayali      | Deportivo Hospital          | Pucallpa |

#### Grupo A
| Equipo             | PJ | PG | PE | PP | GF | GC | DG  | Pts |
| ------------------ | -- | -- | -- | -- | -- | -- | --- | --- |
| CNI                | 6  | 4  | 2  | 0  | 12 | 3  | +9  | 14  |
| Deportivo UNAP     | 6  | 3  | 1  | 2  | 13 | 7  | +6  | 10  |
| Deportivo Hospital | 5  | 2  | 1  | 2  | 7  | 11 | -4  | 7   |
| UNU                | 5  | 0  | 0  | 5  | 1  | 12 | -11 | 0   |

#### Grupo B
Primera fase
| Local ida         | Resultado global | Local vuelta       | Ida   | Vuelta |
| ----------------- | ---------------- | ------------------ | ----- | ------ |
| Juventud La Perla | 0 - 3            | Atlético Minero    | 0 - 1 | 0 - 2  |
| Atlético Chalaco  | 3 - 4            | Residencial Huaral | 2 - 2 | 1 - 2  |

Fase final
| Local ida          | Resultado | Local vuelta    | Ida   | Vuelta |
| ------------------ | --------- | --------------- | ----- | ------ |
| Residencial Huaral | 0 - 2     | Atlético Minero | 0 - 0 | 0 - 2  |

### Región V
| Departamento | Club                   | Ciudad       |
| ------------ | ---------------------- | ------------ |
| Ayacucho     | Deportivo Municipal    | Ayacucho     |
| Ayacucho     | Sport Huamanga         | Ayacucho     |
| Huancavelica | Instituto Pedagógico   | Huancavelica |
| Huancavelica | Deportivo Municipal    | Acoria       |
| Ica          | Abraham Valdelomar     | Ica          |
| Ica          | José Carlos Mariategui | La Venta     |

| Equipo                 | PJ | PG | PE | PP | GF | GC | DG  | Pts |
| ---------------------- | -- | -- | -- | -- | -- | -- | --- | --- |
| Abraham Valdelomar     | 10 | 7  | 1  | 2  | 14 | 7  | +7  | 22  |
| Sport Huamanga         | 10 | 7  | 0  | 3  | 18 | 9  | +9  | 21  |
| José Carlos Mariategui | 10 | 4  | 2  | 4  | 13 | 9  | +4  | 14  |
| Municipal de Ayacucho  | 10 | 3  | 3  | 4  | 10 | 10 | 0   | 12  |
| Instituto Pedagógico   | 10 | 4  | 0  | 6  | 9  | 23 | -14 | 12  |
| Municipal de Acoria    | 10 | 1  | 2  | 7  | 13 | 19 | -17 | 5   |

### Región VI
| Departamento | Club                     | Ciudad      |
| ------------ | ------------------------ | ----------- |
| Huánuco      | Tambillo Grande          | Tingo María |
| Huánuco      | Señor de Puelles         | Huánuco     |
| Junín        | Echa Muni                | Pampas      |
| Junín        | Municipal Asociados      | Jauja       |
| Pasco        | Real Generación Aprominc | Huayllay    |
| Pasco        | Universitario            | Yanacancha  |

#### Grupo A
| Equipo              | PJ | PG | PE | PP | GF | GC | DG | Pts |
| ------------------- | -- | -- | -- | -- | -- | -- | -- | --- |
| Señor de Puelles    | 4  | 2  | 1  | 1  | 6  | 5  | +1 | 7   |
| Universitario       | 4  | 1  | 2  | 1  | 4  | 5  | -1 | 5   |
| Municipal Asociados | 4  | 1  | 1  | 2  | 4  | 4  | 0  | 4   |

#### Grupo B
| Equipo          | PJ | PG | PE | PP | GF | GC | DG | Pts |
| --------------- | -- | -- | -- | -- | -- | -- | -- | --- |
| Echa Muni       | 4  | 2  | 2  | 0  | 8  | 1  | +7 | 8   |
| Tambillo Grande | 4  | 2  | 1  | 1  | 5  | 5  | 0  | 7   |
| Aprominc        | 4  | 0  | 1  | 3  | 3  | 10 | -7 | 1   |

#### Semifinales
| Local ida       | Resultado global | Local vuelta             | Ida   | Vuelta |
| --------------- | ---------------- | ------------------------ | ----- | ------ |
| Echa Muni       | 0 - 2            | Universitario Yanacancha | 0 - 0 | 0 - 2  |
| Tambillo Grande | 2 - 4            | Señor de Puelles         | 1 - 0 | 1 - 4  |

Partido extra
|                 | Resultado |                  |
| --------------- | --------- | ---------------- |
| Tambillo Grande | 1-0       | Señor de Puelles |

#### Final regional
| Local ida       | Resultado    | Local vuelta  | Ida   | Vuelta |
| --------------- | ------------ | ------------- | ----- | ------ |
| Tambillo Grande | 2 - 1 2-3(p) | Universitario | 2 - 0 | 0 - 1  |

### Región VII
| Departamento | Club                 | Ciudad              |
| ------------ | -------------------- | ------------------- |
| Arequipa     | Senati FBC           | Arequipa            |
| Arequipa     | Atlético Mollendo    | Mollendo            |
| Moquegua     | Atlético Huracán     | Moquegua            |
| Moquegua     | Social Chalaca       | Ilo                 |
| Tacna        | Alfonso Ugarte       | Tacna               |
| Tacna        | Unión Alfonso Ugarte | Gregorio Albarracín |

#### Grupo A
| Equipo         | PJ | PG | PE | PP | GF | GC | DG | Pts |
| -------------- | -- | -- | -- | -- | -- | -- | -- | --- |
| Senati FBC     | 4  | 2  | 1  | 1  | 6  | 5  | +1 | 7   |
| Social Chalaca | 4  | 2  | 0  | 2  | 6  | 5  | +1 | 6   |
| Alfonso Ugarte | 4  | 1  | 1  | 2  | 4  | 6  | -2 | 4   |

| \| Jor. \| Fecha \| Estadio \| Ciudad \| Local \| Score \| Visitante \| \| ---- \| ---------- \| -------------- \| -------- \| -------------- \| ----- \| -------------- \| \| 1º \| 24-09-2005 \| Mariano Melgar \| Arequipa \| Senati FBC \| 1-1 \| Alfonso Ugarte \| \| 2º \| 02-10-2005 \| Mariscal Nieto \| Ilo \| Social Chalaca \| 1-3 \| Senati FBC \| \| 3º \| 05-10-2005 \| Mariscal Nieto \| Ilo \| Social Chalaca \| 4-0 \| Alfonso Ugarte \| \| 4º \| 09-10-2005 \| Jorge Basadre \| Tacna \| Alfonso Ugarte \| 3-0 \| Senati FBC \| \| 5º \| 23-10-2005 \| Mariano Melgar \| Arequipa \| Senati FBC \| 2-0 \| Social Chalaca \| \| 6º \| 26-10-2005 \| Jorge Basadre \| Tacna \| Alfonso Ugarte \| 0-1 \| Social Chalaca \| |            |                |          |                |       |                |
| Jor. | Fecha      | Estadio        | Ciudad   | Local          | Score | Visitante      |
| 1º | 24-09-2005 | Mariano Melgar | Arequipa | Senati FBC     | 1-1   | Alfonso Ugarte |
| 2º | 02-10-2005 | Mariscal Nieto | Ilo      | Social Chalaca | 1-3   | Senati FBC     |
| 3º | 05-10-2005 | Mariscal Nieto | Ilo      | Social Chalaca | 4-0   | Alfonso Ugarte |
| 4º | 09-10-2005 | Jorge Basadre  | Tacna    | Alfonso Ugarte | 3-0   | Senati FBC     |
| 5º | 23-10-2005 | Mariano Melgar | Arequipa | Senati FBC     | 2-0   | Social Chalaca |
| 6º | 26-10-2005 | Jorge Basadre  | Tacna    | Alfonso Ugarte | 0-1   | Social Chalaca |

#### Grupo B
| Equipo               | PJ | PG | PE | PP | GF | GC | DG  | Pts |
| -------------------- | -- | -- | -- | -- | -- | -- | --- | --- |
| Atlético Mollendo    | 4  | 3  | 1  | 0  | 16 | 3  | +13 | 10  |
| Unión Alfonso Ugarte | 4  | 1  | 2  | 1  | 5  | 6  | -1  | 5   |
| Atlético Huracán     | 4  | 0  | 1  | 3  | 5  | 17 | -2  | 1   |

| \| Jor. \| Fecha \| Estadio \| Ciudad \| Local \| Score \| Visitante \| \| ---- \| ---------- \| ------------------ \| -------- \| -------------------- \| ----- \| -------------------- \| \| 1º \| 24-09-2005 \| Municipal Mollendo \| Mollendo \| Atlético Mollendo \| 5-1 \| Atlético Huracán \| \| 2º \| 02-10-2005 \| 25 de Noviembre \| Moquegua \| Atlético Huracán \| 0-1 \| Unión Alfonso Ugarte \| \| 3º \| 09-10-2005 \| Jorge Basadre \| Tacna \| Unión Alfonso Ugarte \| 1-3 \| Atlético Mollendo \| \| 4º \| 16-10-2005 \| 25 de Noviembre \| Moquegua \| Atlético Huracán \| 1-8 \| Atlético Mollendo \| \| 5º \| 23-10-2005 \| Jorge Basadre \| Tacna \| Unión Alfonso Ugarte \| 3-3 \| Atlético Huracán \| \| 6º \| 29-10-2005 \| Municipal Mollendo \| Mollendo \| Atlético Mollendo \| 0-0 \| Unión Alfonso Ugarte \| |            |                    |          |                      |       |                      |
| Jor. | Fecha      | Estadio            | Ciudad   | Local                | Score | Visitante            |
| 1º | 24-09-2005 | Municipal Mollendo | Mollendo | Atlético Mollendo    | 5-1   | Atlético Huracán     |
| 2º | 02-10-2005 | 25 de Noviembre    | Moquegua | Atlético Huracán     | 0-1   | Unión Alfonso Ugarte |
| 3º | 09-10-2005 | Jorge Basadre      | Tacna    | Unión Alfonso Ugarte | 1-3   | Atlético Mollendo    |
| 4º | 16-10-2005 | 25 de Noviembre    | Moquegua | Atlético Huracán     | 1-8   | Atlético Mollendo    |
| 5º | 23-10-2005 | Jorge Basadre      | Tacna    | Unión Alfonso Ugarte | 3-3   | Atlético Huracán     |
| 6º | 29-10-2005 | Municipal Mollendo | Mollendo | Atlético Mollendo    | 0-0   | Unión Alfonso Ugarte |

#### Semifinales
| Local ida         | Resultado global | Local vuelta         | Ida   | Vuelta |
| ----------------- | ---------------- | -------------------- | ----- | ------ |
| Atlético Mollendo | 2 - 1            | Social Chalaca       | 0 - 0 | 2 - 1  |
| Senati FBC        | 5 - 1            | Unión Alfonso Ugarte | 2 - 0 | 3 - 1  |

| \| Jor. \| Fecha \| Estadio \| Ciudad \| Local \| Score \| Visitante \| \| ---- \| ---------- \| ------------------ \| -------- \| ----------------- \| ----- \| ----------------- \| \| A-1 \| 29-10-2005 \| Municipal Mollendo \| Mollendo \| Atlético Mollendo \| 0-0 \| Social Chalaca \| \| A-1 \| 01-11-2005 \| Mariscal Nieto \| Ilo \| Social Chalaca \| 1-2 \| Atlético Mollendo \| |            |                    |          |                   |       |                   |
| Jor. | Fecha      | Estadio            | Ciudad   | Local             | Score | Visitante         |
| A-1 | 29-10-2005 | Municipal Mollendo | Mollendo | Atlético Mollendo | 0-0   | Social Chalaca    |
| A-1 | 01-11-2005 | Mariscal Nieto     | Ilo      | Social Chalaca    | 1-2   | Atlético Mollendo |

| \| Jor. \| Fecha \| Estadio \| Ciudad \| Local \| Score \| Visitante \| \| ---- \| ---------- \| -------------- \| -------- \| -------------------- \| ----- \| -------------------- \| \| A-1 \| 29-10-2005 \| Mariano Melgar \| Arequipa \| Senati FBC \| 2-0 \| Unión Alfonso Ugarte \| \| A-1 \| 01-11-2005 \| Jorge Basadre \| Tacna \| Unión Alfonso Ugarte \| 1-3 \| Senati FBC \| |            |                |          |                      |       |                      |
| Jor. | Fecha      | Estadio        | Ciudad   | Local                | Score | Visitante            |
| A-1 | 29-10-2005 | Mariano Melgar | Arequipa | Senati FBC           | 2-0   | Unión Alfonso Ugarte |
| A-1 | 01-11-2005 | Jorge Basadre  | Tacna    | Unión Alfonso Ugarte | 1-3   | Senati FBC           |

#### Final regional
- No se disputó.

### Región VIII
| Departamento  | Club                     | Ciudad           |
| ------------- | ------------------------ | ---------------- |
| Apurímac      | Deportivo Educación      | Abancay          |
| Apurímac      | José María Arguedas      | Andahuaylas      |
| Cusco         | Deportivo Garcilaso      | Cusco            |
| Cusco         | Estudiantes Agropecuario | Calca            |
| Madre de Dios | Fray Martín de Porres    | Puerto Maldonado |
| Madre de Dios | Deportivo Maldonado      | Puerto Maldonado |
| Puno          | Unión Carolina           | Puno             |
| Puno          | Alfonso Ugarte           | Puno             |

#### Grupo A
| Equipo              | PJ | PG | PE | PP | GF | GC | DG | Pts |
| ------------------- | -- | -- | -- | -- | -- | -- | -- | --- |
| José María Arguedas | 6  | 4  | 1  | 1  | 6  | 3  | +3 | 13  |
| Alfonso Ugarte      | 6  | 3  | 1  | 2  | 7  | 5  | +2 | 10  |
| Estudiantes         | 6  | 2  | 0  | 4  | 8  | 10 | -2 | 6   |
| Deportivo Maldonado | 6  | 2  | 0  | 4  | 6  | 9  | -3 | 6   |

#### Grupo B
| Equipo              | PJ | PG | PE | PP | GF | GC | DG  | Pts |
| ------------------- | -- | -- | -- | -- | -- | -- | --- | --- |
| Unión Carolina      | 6  | 4  | 2  | 0  | 8  | 3  | +5  | 14  |
| Deportivo Educación | 6  | 3  | 1  | 2  | 16 | 8  | +8  | 10  |
| Deportivo Garcilaso | 6  | 2  | 1  | 3  | 9  | 5  | +4  | 7   |
| Fray Martín         | 6  | 0  | 2  | 4  | 3  | 20 | -17 | 2   |

#### Semifinales
| Local ida           | Resultado global | Local vuelta        | Ida   | Vuelta |
| ------------------- | ---------------- | ------------------- | ----- | ------ |
| José María Arguedas | 0 - 2            | Deportivo Educación | 0 - 1 | 0 - 1  |
| Unión Carolina      | 0 - 0            | Alfonso Ugarte      | 0 - 0 | 0 - 0  |

Partido extra
|                | Resultado    |                |
| -------------- | ------------ | -------------- |
| Unión Carolina | 0 - 0 5-3(p) | Alfonso Ugarte |

#### Final regional
|                     | Resultado |                |
| ------------------- | --------- | -------------- |
| Deportivo Educación | 1 - 0     | Unión Carolina |

## Etapa Nacional

### Octavos de final
| Local ida           | Resultado global | Local vuelta               | Ida   | Vuelta |
| ------------------- | ---------------- | -------------------------- | ----- | ------ |
| Olimpia FC          | 2 - 3            | José Gálvez                | 1 - 1 | 1 - 2  |
| Boca Junior         | 2 - 2            | UTC                        | 1 - 0 | 1 - 2  |
| Olímpico Somos Perú | 3 - 3            | CNI                        | 2 - 0 | 1 - 3  |
| Deportivo Aviación  | 2 - 3            | Atlético Minero            | 1 - 1 | 1 - 2  |
| Tambillo Grande     | 6 - 2            | Abraham Valdelomar         | 4 - 0 | 2 - 2  |
| Sport Huamanga      | 2 - 4            | Universitario (Yanacancha) | 2 - 1 | 0 - 3  |
| Senati FBC          | 3 - 2            | Union Carolina             | 3 - 1 | 0 - 1  |
| DEA                 | 2 - 1            | Atlético Mollendo          | 2 - 0 | 0 - 1  |

| \| Jor. \| Fecha \| Estadio \| Ciudad \| Local \| Score \| Visitante \| \| ---- \| ---------- \| ------------------- \| -------------- \| ------------------------ \| --------- \| ------------------------ \| \| A \| 06-11-2005 \| Estadio Miguel Grau \| Piura \| Olimpia FC \| 1-1 \| José Gálvez \| \| A \| 13-11-2005 \| Gómez Arellano \| Chimbote \| José Gálvez \| 2-1 \| Olimpia FC \| \| B \| 06-11-2005 \| Elías Aguirre \| Chiclayo \| Boca Juniors \| 1-0 \| UTC \| \| B \| 12-11-2005 \| Héroes San Ramon \| Cajamarca \| UTC \| 2-1 \| Boca Juniors \| \| C \| 06-11-2005 \| Nacional \| Lima \| Olímpico Somos Perú \| 2-0 \| CNI \| \| C \| 13-11-2005 \| Max Augustín \| Iquitos \| CNI \| 3-1 \| Olímpico Somos Perú \| \| D \| 05-11-2005 \| Miguel Grau \| Callao \| Deportivo Aviación \| 1-1 \| Atlético Minero \| \| D \| 13-11-2005 \| Municipal Matucana \| Matucana \| Atlético Minero \| 2-1 \| Deportivo Aviación \| \| E \| 06-11-2005 \| Heraclio Tapia \| Huánuco \| Tambillo Grande \| 4-0 \| Abraham Valdelomar \| \| E \| 13-11-2005 \| Picasso Peratta \| Ica \| Abraham Valdelomar \| 2-2 \| Tambillo Grande \| \| F \| 06-11-2005 \| Ciudad de Cumaná \| Ayacucho \| Sport Huamanga \| 2-1 \| Universitario Yanacancha \| \| F \| 13-11-2005 \| Daniel Alcides \| Cerro de Pasco \| Universitario Yanacancha \| 3-0 \| Sport Huamanga \| \| G \| 05-11-2005 \| Mariano Melgar \| Arequipa \| Senati FBC \| 3-1 \| Unión Carolina \| \| G \| 13-11-2005 \| Enrique Torres \| Puno \| Unión Carolina \| 1-0 \| Senati FBC \| \| H \| 06-11-2005 \| Condebamba \| Abancay \| Deportivo Educación \| 2-0(W.O.) \| Atlético Mollendo \| \| H \| 13-11-2005 \| Mariscal Nieto \| Ilo \| Atlético Mollendo \| 1-0 \| Deportivo Educación \| |            |                     |                |                          |           |                          |
| Jor. | Fecha      | Estadio             | Ciudad         | Local                    | Score     | Visitante                |
| A | 06-11-2005 | Estadio Miguel Grau | Piura          | Olimpia FC               | 1-1       | José Gálvez              |
| A | 13-11-2005 | Gómez Arellano      | Chimbote       | José Gálvez              | 2-1       | Olimpia FC               |
| B | 06-11-2005 | Elías Aguirre       | Chiclayo       | Boca Juniors             | 1-0       | UTC                      |
| B | 12-11-2005 | Héroes San Ramon    | Cajamarca      | UTC                      | 2-1       | Boca Juniors             |
| C | 06-11-2005 | Nacional            | Lima           | Olímpico Somos Perú      | 2-0       | CNI                      |
| C | 13-11-2005 | Max Augustín        | Iquitos        | CNI                      | 3-1       | Olímpico Somos Perú      |
| D | 05-11-2005 | Miguel Grau         | Callao         | Deportivo Aviación       | 1-1       | Atlético Minero          |
| D | 13-11-2005 | Municipal Matucana  | Matucana       | Atlético Minero          | 2-1       | Deportivo Aviación       |
| E | 06-11-2005 | Heraclio Tapia      | Huánuco        | Tambillo Grande          | 4-0       | Abraham Valdelomar       |
| E | 13-11-2005 | Picasso Peratta     | Ica            | Abraham Valdelomar       | 2-2       | Tambillo Grande          |
| F | 06-11-2005 | Ciudad de Cumaná    | Ayacucho       | Sport Huamanga           | 2-1       | Universitario Yanacancha |
| F | 13-11-2005 | Daniel Alcides      | Cerro de Pasco | Universitario Yanacancha | 3-0       | Sport Huamanga           |
| G | 05-11-2005 | Mariano Melgar      | Arequipa       | Senati FBC               | 3-1       | Unión Carolina           |
| G | 13-11-2005 | Enrique Torres      | Puno           | Unión Carolina           | 1-0       | Senati FBC               |
| H | 06-11-2005 | Condebamba          | Abancay        | Deportivo Educación      | 2-0(W.O.) | Atlético Mollendo        |
| H | 13-11-2005 | Mariscal Nieto      | Ilo            | Atlético Mollendo        | 1-0       | Deportivo Educación      |

### Cuartos de final
| Local ida       | Resultado global | Local vuelta               | Ida   | Vuelta |
| --------------- | ---------------- | -------------------------- | ----- | ------ |
| José Gálvez     | 3 - 2            | Boca Junior                | 1 - 1 | 2 - 1  |
| Atlético Minero | 4 - 3            | Olímpico Somos Perú        | 3 - 2 | 1 - 1  |
| Tambillo Grande | 3 - 2            | Universitario (Yanacancha) | 2 - 1 | 1 - 1  |
| DEA             | 1 - 3            | Senati FBC                 | 1 - 1 | 0 - 2  |

| \| Jor. \| Fecha \| Estadio \| Ciudad \| Local \| Score \| Visitante \| \| ---- \| ---------- \| ------------------ \| -------------- \| ------------------------ \| ----- \| ------------------------ \| \| 1 \| 20-11-2005 \| Goméz Arellano \| Chimbote \| José Gálvez \| 1-1 \| Boca Juniors \| \| 1 \| 27-11-2005 \| Elías Aguirre \| Chiclayo \| Boca Juniors \| 1-2 \| José Gálvez \| \| 2 \| 20-11-2005 \| Municipal Matucana \| Matucana \| Atlético Minero \| 3-2 \| Olímpico Somos Perú \| \| 2 \| 30-11-2005 \| Nacional \| Lima \| Olímpico Somos Perú \| 1-1 \| Atlético Minero \| \| 3 \| 20-11-2005 \| Heraclio Tapia \| Huánuco \| Tambillo Grande \| 2-1 \| Universitario Yanacancha \| \| 3 \| 27-11-2005 \| Daniel Alcides \| Cerro de Pasco \| Universitario Yanacancha \| 1-1 \| Tambillo Grande \| \| 4 \| 20-11-2005 \| Condebamba \| Abancay \| Deportivo Educación \| 2-2 \| Senati FBC \| \| 4 \| 26-11-2005 \| Mariano Melgar \| Arequipa \| Senati FBC \| 2-0 \| Deportivo Educación \| |            |                    |                |                          |       |                          |
| Jor. | Fecha      | Estadio            | Ciudad         | Local                    | Score | Visitante                |
| 1 | 20-11-2005 | Goméz Arellano     | Chimbote       | José Gálvez              | 1-1   | Boca Juniors             |
| 1 | 27-11-2005 | Elías Aguirre      | Chiclayo       | Boca Juniors             | 1-2   | José Gálvez              |
| 2 | 20-11-2005 | Municipal Matucana | Matucana       | Atlético Minero          | 3-2   | Olímpico Somos Perú      |
| 2 | 30-11-2005 | Nacional           | Lima           | Olímpico Somos Perú      | 1-1   | Atlético Minero          |
| 3 | 20-11-2005 | Heraclio Tapia     | Huánuco        | Tambillo Grande          | 2-1   | Universitario Yanacancha |
| 3 | 27-11-2005 | Daniel Alcides     | Cerro de Pasco | Universitario Yanacancha | 1-1   | Tambillo Grande          |
| 4 | 20-11-2005 | Condebamba         | Abancay        | Deportivo Educación      | 2-2   | Senati FBC               |
| 4 | 26-11-2005 | Mariano Melgar     | Arequipa       | Senati FBC               | 2-0   | Deportivo Educación      |

### Semifinal
| Local ida       | Resultado global | Local vuelta | Ida   | Vuelta |
| --------------- | ---------------- | ------------ | ----- | ------ |
| Atlético Minero | 3 - 4            | José Gálvez  | 1 - 1 | 2 - 3  |
| Tambillo Grande | 2 - 4            | Senati FBC   | 2 - 2 | 0 - 2  |

| \| Jor. \| Fecha \| Estadio \| Ciudad \| Local \| Score \| Visitante \| \| ---- \| ---------- \| ------------------ \| -------- \| --------------- \| ----- \| --------------- \| \| 1 \| 04-12-2005 \| Municipal Matucana \| Matucana \| Atlético Minero \| 1-1 \| José Gálvez \| \| 1 \| 08-12-2005 \| Gómez Arellano \| Chimbote \| José Gálvez \| 3-2 \| Atlético Minero \| \| 2 \| 04-12-2005 \| Heraclio Tapia \| Huánuco \| Tambillo Grande \| 2-2 \| Senati FBC \| \| 2 \| 08-12-2005 \| Mariano Melgar \| Arequipa \| Senati FBC \| 2-0 \| Tambillo Grande \| |            |                    |          |                 |       |                 |
| Jor. | Fecha      | Estadio            | Ciudad   | Local           | Score | Visitante       |
| 1 | 04-12-2005 | Municipal Matucana | Matucana | Atlético Minero | 1-1   | José Gálvez     |
| 1 | 08-12-2005 | Gómez Arellano     | Chimbote | José Gálvez     | 3-2   | Atlético Minero |
| 2 | 04-12-2005 | Heraclio Tapia     | Huánuco  | Tambillo Grande | 2-2   | Senati FBC      |
| 2 | 08-12-2005 | Mariano Melgar     | Arequipa | Senati FBC      | 2-0   | Tambillo Grande |

### Final
| Local ida  | Resultado global | Local vuelta | Ida   | Vuelta |
| ---------- | ---------------- | ------------ | ----- | ------ |
| Senati FBC | 4 - 6            | José Gálvez  | 3 - 2 | 1 - 4  |

| \| Jor. \| Fecha \| Estadio \| Ciudad \| Local \| Score \| Visitante \| \| ---- \| ---------- \| -------------- \| -------- \| ----------- \| ----- \| ----------- \| \| 1 \| 11-12-2005 \| Mariano Melgar \| Arequipa \| Senati FBC \| 3-2 \| José Gálvez \| \| 1 \| 18-12-2005 \| Gómez Arellano \| Chimbote \| José Gálvez \| 4-1 \| Senati FBC \| |            |                |          |             |       |             |
| Jor. | Fecha      | Estadio        | Ciudad   | Local       | Score | Visitante   |
| 1 | 11-12-2005 | Mariano Melgar | Arequipa | Senati FBC  | 3-2   | José Gálvez |
| 1 | 18-12-2005 | Gómez Arellano | Chimbote | José Gálvez | 4-1   | Senati FBC  |

| Campeón                |
| José Gálvez 2.º título |